# 石宝镇 (达尔罕茂明安联合旗)
石宝镇，是中华人民共和国内蒙古自治区包头市达尔罕茂明安联合旗下辖的一个乡镇级行政单位。

## 行政区划
石宝镇下辖以下地区：
石宝村、点素不浪村、幸福村、坤兑滩村、红山子村、腮吾素村、温都不令村、大苏吉村、古碌轴村和湾图村。